# Ängdalen
Ängdalen är en stadsdel i Motala, Motala kommun, Östergötland. Området utgörs främst av industrilokaler. En före detta bensinstationsbyggnad finns bevarad i området. En kopia av byggnaden finns i Motala Motormuseum. I anslutning till området ligger Gästisområdet, där stadens gästgiveri och Motala Hus låg tidigare.